# Inoxum
Die Outokumpu Stainless Holding GmbH (2009–2011: ThyssenKrupp Stainless Erste Beteiligungsgesellschaft mbH, 2011–2013: Inoxum GmbH) war die Führungsgesellschaft der Edelstahlsparte (auch geführt unter Stainless Global) im Konzern ThyssenKrupp, die im Dezember 2012 an den finnischen Konzern Outokumpu veräußert wurde. 2013 wurde der Sitz der Gesellschaft von Essen nach Duisburg verlegt.

## Aktivitäten und Standorte
Kerngeschäftsfelder waren Flacherzeugnisse aus rostfreiem Edelstahl, außerdem Nickellegierungen und Titan. Die Gesellschaft besaß eine führende Marktposition und war weltweit mit Produktionsstandorten, Service-Centern und Vertriebsstützpunkten vertreten.
Die operativen Gesellschaften der Inoxum waren die deutsche ThyssenKrupp Nirosta, die italienische ThyssenKrupp Acciai Speciali Terni (inklusive ThyssenKrupp Titanium), die mexikanische ThyssenKrupp Mexinox, die Shanghai Krupp Stainless in der Volksrepublik China; außerdem die ThyssenKrupp VDM, ein Hersteller von Nickelwerkstoffen in Deutschland und den USA.

## Verkauf der Sparte
ThyssenKrupp hatte die Trennung von Inoxum im Mai 2011 als Teil seiner strategischen Weiterentwicklung beschlossen. Der Konzern hatte im Rahmen einer Portfoliooptimierung angekündigt, sich von solchen Geschäften zu trennen, „für die alternative strategische Optionen außerhalb des Konzerns tragfähiger sind.“ Im Rahmen erheblicher Überkapazitäten im Edelstahlbereich in Europa war Inoxum zuletzt stark defizitär mit einem negativen Betriebsergebnis (EBIT) von EUR 785 Mio. im Geschäftsjahr 2009/10 und EUR 626 Mio. im Geschäftsjahr 2010/11.
Der Verkauf der Sparte an Outokumpu wurde im Februar 2012 angekündigt und Ende Dezember 2012 abgeschlossen. Im Rahmen der wettbewerbsrechtlichen Genehmigung machte die Europäische Union allerdings zur Auflage, die italienische Tochter Acciai Speciali Terni (AST) an einen Dritten zu veräußern. Nachdem im Laufe des Jahres 2013 kein Käufer für AST zu finden war, kam AST gemeinsam mit VDM im Dezember 2013 wieder zu ThyssenKrupp zurück.